# More to Be Pitied Than Scorned
Pour plus de détails, voir Fiche technique et Distribution.
More to Be Pitied Than Scorned est un film américain réalisé par Edward LeSaint, sorti en 1922.
C'est le premier film produit par Harry Cohn et distribué par CBC (Cohn-Brandt-Cohn) qui deviendra ultérieurement Columbia Pictures.

## Fiche technique
- Titre : More to Be Pitied Than Scorned
- Réalisation : Edward LeSaint
- Scénario : Charles E. Blaney
- Photographie : King D. Gray, Gilbert Warrenton
- Producteur : Harry Cohn
- Société de production :  Waldorf Pictures
- Société de distribution :  CBC Film Corp. (devenu Columbia Pictures)
- Lieu de tournage : Hollywood, Los Angeles
- Format : Noir et blanc — 35 mm — 1,33:1 — Muet
- Genre : Film dramatique
- Durée : 58 minutes (6 bobines)[2]
- Date de sortie:
  - États-Unis : 20

## Distribution
- J. Frank Glendon : Julian Lorraine
- Rosemary Theby : Josephine Clifford
- Philo McCullough : Vincent Grant
- Gordon Griffith : Troubles
- Alice Lake : Viola Lorraine
- Josephine Adair : Ruth Lorraine